# Teliana Pereira
Teliana Pereira (20 de julio de 1988) es una exjugadora de tenis profesional brasileña y miembro de la selección de Brasil de la Copa Federación. A partir de febrero de 2013, se convirtió en la jugadora brasileña mejor clasificada,.
En el Torneo de Bogotá 2015, Pereira derrotó a la número 27 del mundo Elina Svitolina y a la ex número 25 Yaroslava Shvedova para lograr su primer título WTA. Luego ganó el Torneo de Florianópolis 2015 al derrotar a Annika Beck, por lo que el 3 de agosto llegó a la posición 48 de ranking WTA, siendo la latinoamericana mejor colocada.

## Títulos WTA (2; 2+0)

### Individuales (2)
| Leyenda                    |
| Grand Slam (0)             |
| Juegos Olímpicos (0)       |
| WTA Tour Championships (0) |
| WTA Elite Trophy (0)       |
| Premier Mandatory (0)      |
| Premier 5 (0)              |
| Premier (0)                |
| International (2)          |

| No. | Fecha               | Torneo        | Superficie    | Oponente en la final | Resultado     |
| 1.  | 19 de abril de 2015 | Bogotá        | Tierra batida | Yaroslava Shvédova   | 7-6(2), 6-1   |
| 2.  | 1 de agosto de 2015 | Florianópolis | Tierra batida | Annika Beck          | 6-4, 4-6, 6-1 |

## Títulos WTA 125s

### Finalista
| N.º | Fecha                 | Torneos        | Superficie | Pareja             | Oponentes                      | Resultado        |
| --- | --------------------- | -------------- | ---------- | ------------------ | ------------------------------ | ---------------- |
| 1.  | 17 de febrero de 2013 | Cali, Colombia | Arcilla    | Florencia Molinero | Catalina Castaño Mariana Duque | 3–6, 6–1, [10–5] |

## TítulosITF

### Individual (22)
| Torneos de $100,000 |
| Torneos de $75,000  |
| Torneos de $50,000  |
| Torneos de $25,000  |
| Torneos de $15,000  |
| Torneos de $10,000  |

| N.º | Fecha                    | Torneo                   | Superficie | Oponente                | Resultado                 |
| --- | ------------------------ | ------------------------ | ---------- | ----------------------- | ------------------------- |
| 1.  | 8 de octubre de 2006     | Tucumán, Argentina       | Arcilla    | Vivian Segnini          | 6-2, 6-1                  |
| 2.  | 21 de octubre de 2006    | Santiago, Chile          | Arcilla    | Mailen Auroux           | 4-6, 6-2, 6-3             |
| 3.  | 12 de noviembre de 2006  | Itajai, Brasil           | Arcilla    | Veronica Spiegel        | 4-6, 6-1, 6-1             |
| 4.  | 18 de marzo de 2007      | Athens, Greece           | Arcilla    | Violette Huck           | 6-2, 6-1                  |
| 5.  | 25 de marzo de 2007      | Amiens, France           | Arcilla    | Audrey Bergot           | 7-5, 3-6, 6-1             |
| 6.  | 31 de marzo de 2007      | Foggia, Italy            | Arcilla    | Rebeca Bou-Nogueiro     | 6-4, 6-3                  |
| 7.  | 5 de agosto de 2007      | Campos Do Jordao, Brasil | Dura       | Maria-Fernanda Alves    | 6-4, 6-2                  |
| 8.  | 19 de agosto de 2007     | Bogotá, Colombia         | Arcilla    | Frederica Piedade       | 7-6 (7-2), 6-2            |
| 9.  | 6 de diciembre de 2008   | Buenos Aires, Argentina  | Arcilla    | Emilia Yorio            | 6-2, 6-1                  |
| 10. | 2 de octubre de 2010     | Aruja, Brasil            | Arcilla    | Vanesa Furlanetto       | 4-6, 6-4, 6-1             |
| 11. | 10 de octubre de 2010    | Londrina, Brasil         | Arcilla    | Verónica Cepede Royg    | 6-4, 6-0                  |
| 12  | 20 de marzo de 2011      | Metepec, México          | Dura       | Amanda Fink             | 6-4, 6-4                  |
| 13. | 3 de julio de 2011       | Denain, France           | Arcilla    | Valentyna Ivakhnenko    | 6-4, 6-3                  |
| 14. | 12 de mayo de 2012       | Rosario, Argentina       | Arcilla    | Mailen Auroux           | 7-5, 7-6 (7-5)            |
| 15. | 20 de octubre de 2012    | Seville, España          | Arcilla    | Estrella Cabeza Candela | 3-6, 7-6 (7-3), 7-6 (7-5) |
| 16. | 4 de noviembre de 2012   | Buenos Aires, Argentina  | Arcilla    | Amanda Carreras         | 6-1, 6-2                  |
| 17. | 29 de junio de 2013      | Perigueux, Francia       | Arcilla    | Daniela Seguel          | 6-1, 6-4                  |
| 18. | 7 de julio de 2013       | Denain, Francia          | Arcilla    | Alberta Brianti         | 6-4, 7-5                  |
| 19. | 16 de septiembre de 2013 | Mont-de-Marsan, Francia  | Arcilla    | Pauline Parmentier      | 6-1, 6-4                  |
| 20. | 22 de septiembre de 2013 | Saint Malo, Francia      | Arcilla    | Pauline Parmentier      | 6-2, 6-1                  |
| 21. | 29 de septiembre de 2013 | Sevilla, España          | Arcilla    | Florencia Molinero      | 7-6(5), 6-3               |
| 22. | 12 de abril de 2015      | Medellín, Colombia       | Arcilla    | Verónica Cepede Royg    | 7–6(6), 6–1               |

### Finalista (8)
| N.º | Fecha                    | Torneo                            | Superficie | Oponente           | Resultado           |
| --- | ------------------------ | --------------------------------- | ---------- | ------------------ | ------------------- |
| 1.  | 15 de octubre de 2006    | Córdoba, Argentina                | Arcilla    | Vanesa Furlanetto  | 6-1, 1-6, 5-7       |
| 2.  | 26 de noviembre de 2006  | Córdoba, Argentina                | Arcilla    | Yanina Wickmayer   | 1-6, 7-6 (7-4), 0-6 |
| 3.  | 27 de mayo de 2007       | Vienna, Austria                   | Arcilla    | Darija Jurak       | 1-6, 6-1, 2-6       |
| 4.  | 28 de abril de 2012      | Caracas, Venezuela                | Dura       | Adriana Pérez      | 1-6, 1-6            |
| 5.  | 3 de junio de 2012       | Maribor, Slovenia                 | Arcilla    | Anna-Lena Friedsam | 6-2, 6-7 (1-7), 2-6 |
| 6.  | 16 de septiembre de 2012 | Mont-de-Marsan, Francia           | Arcilla    | Timea Bacsinszky   | 2-6, 6-3, 2-6       |
| 7.  | 12 de julio de 2014      | Biarritz, Francia                 | Arcilla    | Kaia Kanepi        | 2-6, 4-6            |
| 8.  | 1 de septiembre de 2014  | Alphen aan den Rijn, Países Bajos | Arcilla    | Denisa Allertová   | 3–6, ret.           |